# Gheorghe Moldoveanu (bober)
Gheorghe Moldoveanu (n. 4 mai 1916, București, România) a fost un bober român. A concurat în probele de doi⁠(d) și patru⁠(d) la Jocurile Olimpice de iarnă din 1956.

## Biografie
Era muncitor la o fabrică din Sinaia și a făcut parte din clubul sportiv Progresul Sinaia. A câștigat titlul de campion al României cu echipa Progresul Sinaia în proba de bob 4 m în anii 1953 și 1954. În urma rezultatori obținute, Moldoveanu a fost selecționat în echipa națională a României care a participat la Jocurile Olimpice de iarnă din 1956, care au avut loc la Cortina d’Ampezzo (Italia), și a fost inclus ca frânar în echipa România II care a concurat în probele de doi⁠(d) și patru⁠(d), terminând pe locul 18 în prima probă (unde a concurat alături de Constantin Dragomir⁠(d)) și pe locul 20 în a doua probă (unde a concurat alături de Constantin Dragomir, Vasile Panait⁠(d) și Ion Staicu⁠(d)).
Moldoveanu este decedat.